# Matsudaira Yorifumi
Matsudaira Yorifumi est un nom japonais traditionnel ; le nom de famille (ou le nom d'école), Matsudaira, précède donc le prénom (ou le nom d'artiste).
Le vicomte Matsudaira Yorifumi (松平 頼策, 29 septembre 1848-10 septembre 1887) est un samouraï de la fin de l'époque d'Edo, daimyo du domaine de Fuchū dans la province d'Hitachi. En succédant à son père en 1869, il devient le dernier daimyo de Fuchū avant l'abolition du système han. C'est pendant sa tenure que le nom du domaine est changé en « Ishioka-han » (石岡藩). En 1884, il est fait vicomte (子爵, shishaku) dans le cadre du nouveau système nobiliaire de l'ère Meiji.

## Source de la traduction
- (en) Cet article est partiellement ou en totalité issu de l’article de Wikipédia en anglais intitulé « Matsudaira Yorifumi » (voir la liste des auteurs).